# Hroznětín
Hroznětín (in tedesco Lichtenstadt) è una città della Repubblica Ceca facente parte del distretto di Karlovy Vary, nella regione omonima.